# Beltiug (gmina)
Beltiug – gmina w Rumunii, w okręgu Satu Mare. Obejmuje miejscowości Beltiug, Bolda, Ghirișa, Giungi, Rătești i Șandra. W 2011 roku liczyła 3228 mieszkańców.